# Unione Territoriale Intercomunale Riviera - Bassa Friulana
L'Unione Territoriale Intercomunale della Riviera - Bassa Friulana è stata un ente amministrativo e territoriale istituito nel 2016, contestualmente alla cessazione delle province della regione Friuli-Venezia Giulia. È stata soppressa nel 2020 ai sensi della legge regionale 21/2019. Comprende la zona della costa friulana dell'Alto Adriatico e parte della zona della bassa pianura friulana.
| Stemma | Comune                 | Popolazione | Superficie | Altitudine |
| ------ | ---------------------- | ----------- | ---------- | ---------- |
|        | Carlino                | 2 775       | 30,23      | 5          |
|        | Latisana               | 13 500      | 37,8       | 7          |
|        | Lignano Sabbiadoro     | 6 962       | 15,71      | 2          |
|        | Marano Lagunare        | 1 827       | 85,8       | 2          |
|        | Muzzana del Turgnano   | 2 502       | 24,29      | 7          |
|        | Palazzolo dello Stella | 2 893       | 34,55      | 5          |
|        | Pocenia                | 2 498       | 23,98      | 9          |
|        | Porpetto               | 2 577       | 18,05      | 10         |
|        | Precenicco             | 1 443       | 27,23      | 5          |
|        | Rivignano Teor*        | 6 305       | 47,43      | 13         |
|        | Ronchis                | 2 017       | 18,4       | 8          |
|        | San Giorgio di Nogaro  | 7 526       | 25,49      | 4          |

(*) I comuni contrassegnati non hanno mai sottoscritto lo statuto della relativa unione territoriale di appartenenza.